# Isonkivenletto (ö)
Isonkivenletto med Tyni är en ö i Finland. Den ligger i Bottenviken och i kommunen Ijo i den ekonomiska regionen  Oulunkaari i landskapet Norra Österbotten, i den norra delen av landet. Ön ligger omkring 48 kilometer nordväst om Uleåborg och omkring 580 kilometer norr om Helsingfors.
Öns area är 19,3 hektar och dess största längd är 1,8 kilometer i sydöst-nordvästlig riktning.

## Sammansmälta delöar
- Isonkivenletto 65°21′48″N 24°51′48″Ö / 65.36342°N 24.8633°Ö
- Tyni 65°21′31″N 24°52′48″Ö / 65.3585°N 24.87996°Ö